# Seznam slovenskih imen madžarskih krajev
Seznam slovenskih imen madžarskih krajev. 
Hkrati so zapisana tudi prekmurska imena. Naselja, ki ne štejejo kot etnično naseljena s strani Slovencev, so označena s poševno pisavo.
- Andovci, Orfalu
- Barabaš, Kerkabarabás
- Budim, Büdin, Buda
- Budimpešta, Budapest
- Čobin, Čoba, Nemescsó
- Črejtnik, Csörötnek
- Dolnji Senik, Dolenji Senik, Alsószölnök
- Estergom, Esztergom
- Farkašovci, Farkasfa
- Gjur, Győr
- Gornji Senik, Gorenji Senik, Felsőszölnök
- Gornji Sopor, Gorenji Sopor, Felsőszopor
- Janezovi breg, Janošovi brejg, Jánoshegy
- Jošavi, Szentistvánlak
- Kermendin, Karmadén, Körmend
- Kiseg, Küseg, Kőszeg
- Koloča, Kalocsa
- Kradanovci, Kondorfa
- Krčica-Somorovci, Kercaszomor
- Lak, Magyarlak
- Lentiba, Lenti
- Letina, Letenye
- Monošter, Szentgotthárd
- Otkovci, Újbalázsfalva
- Pešta, Pest
- Renik, Rönik, Rönök
- Ritkarovci, Raktarovci, Ritkorovci, Ritkorovec, Ritkarovic, Ritkaháza
- Sakalovci, Szakonyfalu
- Slovenska ves, Rábatótfalu
- Sola, Szalafő
- Soboška ves, Magyarszombatfa
- Soboška ves, Zalska županija, Zalaszombatfa
- Sombotel, Szombathely
- Somorovci, Szomoróc
- Šopron, Sopron
- Števanovci, Štivanovica, Apátistvánfalva
- Trošče, Troušče, Rábakethely
- Velemer, Velemér
- Verica, Vörica, Bűrica, Virica, Permise
- Verica-Ritkarovci, Kétvölgy
- Vesprem, Veszprém
- Žida, Zsidahegy
- Žormot, Žörmot, Rábagyarmat